# Língua crioula da Martinica
A língua crioula da Martinica é uma das línguas crioulas de base léxica francesa - embora com influências do inglês e espanhol, em decorrência de ocupações anteriores. Contém ainda palavras de origem africana e indígena (aruaque). Sintaxe, gramática e conjugação verbal são baseadas no modelo de línguas da África Ocidental. É falada, na Martinica, por cerca de 418 mil pessoas (2001), e também por membros da diáspora martinicana.

## História e características
Tornou-se uma língua ao longo do tempo e está em constante mudança, sob a influência do francês, do inglês americano e dos dialetos anglófonos das ilhas vizinhas.
É muito parecida com as línguas crioulas de Guadalupe, da Guiana Francesa e do Haiti, bem como dos crioulos falados nas ilhas ex-francófonas (Dominica e Santa Lúcia). Às vezes, as línguas crioulas da Martinica, da Dominica, de Maria Galante, das Ilhas dos Santos, de São Bartolomeu, Granada, Guadalupe e Santa Lúcia são considerados como uma única língua — língua crioula antilhana.

## G.E.R.E.C
O G.E.R.E.C - Groupe d'Études et de Recherches en Espace Créolophone foi  fundado em 1975 pelo linguista martinicano Jean Bernabé (1942-2017) e reúne pesquisadores que trabalham com a língua, a cultura e a população crioula da Martinica, Guadalupe, Guiana Francesa etc., com um olhar específico sobre as línguas crioulas com base léxica derivada do francês e da área francófona. O principal trabalho do G.E.R.E.C foi desenvolver, a partir de 1976, a escrita do crioulo, incluindo uma família de padrões  de ortografia.

## Sistemas ortográficos
Como a maioria dos crioulos antilhanos, o crioulo da Martinica é sempre escrito usando o alfabeto latino. Existem vários tipos de ortografias. As ortografias etimológicas, e as ortografias fonéticas-fonológicas.

## Exemplo
No século XIX, Lafcádio Hearn registrou alguns contos da tradição oral que circulavam na ilha de Martinica à época. O exemplo abaixo é o início do conto Companheiro Coelho na bacia do rei e se encontra no livro Contos Crioulos II, publicado em 2001, com a transcrição em crioulo martinicano e traduzido em francês:
| Compè Lapin adans bassin li roi | Compère Lapin dans le bassin du roi | Companheiro Coelho na bacia do rei |
| --- | --- | --- |
| Yonne jou, Compè Lapin ka passé dans jàdin le roi, y ouè le roi ka baigné cò li. Y di comm ca, - y ké fai le roi yonne méchancété. tou lé jou quand le roi té vini pou baigné, y ka trouvé bassin là sale et tout plein laboue. Le roi pa save ca ki té ka fé méchanceté-là. | Un jour, Compère Lapin passa dans le jardin du roi, il vit le roi qui se baignait. il dit ainsi : « je vais faire au roi une méchante farce ». tous les jours quand le roi venait pour se baigner, il trouvait le bassin sale et tout plein de boue. Le roi ne savait pas qui lui faisait cette méchante farce. | Um dia, o Companheiro Coelho passou pelo jardim do rei e viu o rei tomando banho. Então ele disse: "Vou fazer uma brincadeira maldosa com o rei!" Todos os dias quando o rei vinha tomar banho, ele encontrava a bacia suja e cheia de lama. O rei não sabia quem estava pregando essa brincadeira maldosa nele. |

### Dicionários
- Abstrak diksionnè lang peyi karibeyen (Dictionnaire abstrait des langues des pays caribéens) Riche lexique unilingue du créole
- Dictionnaire du créole martiniquais de Raphaël Confiant
- Dictionnaire en ligne Créole antillais-Français, Français-Créole antillais freelang
- Dictionnaire créole interactif martiniquais-français Guadeloupéen, Guyanais, Réunionais
- Dictionnaire créole martiniquais-français
- Dictionnaire français/créole (Martinique et Guadeloupe)
- Dictionnaire français/créole (Martinique)
- Dictionnaire créole-français/créole (Martinique)